# Michaił Sawow
Michaił Popow Sawow (bułg. Михаил Попов Савов, ur. 26 listopada 1857 w Starej Zagorze, zm. 21 lipca 1928 w Saint-Vallier-de-Thiey) – bułgarski wojskowy i polityk, generał porucznik, dwukrotny minister wojny Carstwa Bułgarii (1891–1894, 1903–1907).

## Życiorys
Po ukończeniu nauki w gimnazjum w Gabrowie i w liceum Galatasaray w Stambule kształcił się w szkole wojskowej w Sofii. Ukończył szkołę w 1879, w stopniu podporucznika i podjął służbie w milicji Rumelii Wschodniej. W 1881 uzyskał awans na stopień porucznika i wyjechał na studia do Akademii Sztabu Generalnego w Petersburgu.
W 1885 powrócił do Bułgarii, otrzymał awans na kapitana i powrócił do służby w milicji Rumelii Wschodniej. Tuż przed rozpoczęciem wojny serbsko-bułgarskiej kierował departamentem w ministerstwie wojny. Uczestniczył w wojnie z Serbią, za udział w bitwie pod Sliwnicą i ofensywie na Pirot został odznaczony Orderem Waleczności II klasy. W 1886 został członkiem komisji, która zajmowała się demarkacją granicy bułgarsko-tureckiej. Od 1887 pełnił funkcję oficera sztabowego 5 brygady piechoty, a następnie adiutanta księcia Ferdynanda.
W 1891 po raz pierwszy objął stanowisko ministra wojny w gabinecie Stefana Stambołowa, uzyskując zarazem awans na podpułkownika. Jego dziełem była reforma struktury armii i dostosowanie jej do wzorca dywizyjnego, obowiązującego w innych armiach europejskich. W 1894 przeszedł w stan spoczynku. Powrócił do służby w lipcu 1897 obejmując stanowisko komendanta szkoły wojskowej w Sofii.
Ponownie stanął na czele resortu wojny w 1903, w gabinecie Stojana Danewa, uzyskując rok później awans na pierwszy stopień generalski. W 1907 został usunięty ze stanowiska i oskarżony o korupcję przy zakupie broni za granicą. Zarzuty nie zostały potwierdzone. W październiku 1908 Sawow po awansie na stopień generała porucznika przeszedł na emeryturę. Przywrócony do służby w czasie I wojny bałkańskiej objął stanowisko zastępcy dowódcy armii bułgarskiej. Mimo niepowodzeń w bitwie pod Czatałdżą Sawow objął dowództwo 4, a następnie 5 armii. Oddziały podległe Sawowowi rozpoczęły 15 czerwca 1913 II wojnę bałkańską uderzając na wojska serbskie i greckie w Macedonii. Po klęsce w bitwie w wąwozie Kresna (27-31 lipca 1913) zwolniony ze stanowiska i aż do 1920 pozostawał bez zajęcia. W 1920 mianowany ambasadorem Bułgarii we Francji, a w latach 1922-1923 kierował ambasadą w Belgii.
Zmarł w 1928 w czasie pobytu w Saint-Vallier-de-Thiey. W sierpniu 1928 pochowany w Sofii. Pośmiertnie odznaczony Orderem Stara Płanina I stopnia z mieczami.
Był żonaty (żona Smarajda z d. Miłkowa), miał córkę Mariję.

## Awanse
- podporucznik (Подпоручик) (1879)
- porucznik  (Поручик) (1881)
- kapitan  (капитан) (1885)
- major  (Майор) (1887)
- podpułkownik  (Подполковник) (1891)
- pułkownik  (Полковник) (1899)
- generał major  (Генерал-майор) (1904)
- generał porucznik (Генерал-лейтенант) (1908)

## Odznaczenia
- Order Waleczności 2. i 3. st. II klasy
- Order Świętego Aleksandra I, II i III stopnia
- Order Zasługi Wojskowej I stopnia
- Order Stara Płanina I stopnia z mieczami